# 科洛納鎮區 (伊利諾伊州亨利縣)
科洛納鎮區（英語：Colona Township）是位於美國伊利諾伊州亨利縣的一個行政鎮區。

## 地方資料
根據2010年美國人口普查的數據，科洛納鎮區的面積為77.30平方千米，當中陸地面積為75.00平方千米，而水域面積為2.30平方千米。當地共有人口6752人，而人口密度為每平方千米87.35人。